# Vico Tre Re a Toledo
Il Vico Tre Re a Toledo è una strada di Napoli localizzata nei Quartieri Spagnoli e collega Via Toledo con la parte centrale di Montecalvario.
Il toponimo è originato dalla presenza di un albergo fondato nel Cinquecento dedicato ai Tre Re, cioè ai tre Re magi. C'era un altro toponimo simile localizzato nella zona di Piazza Carità denominato Vico Tre Re a San Tommaso, in seguito dedicato a Giuseppe Vacca per poi essere cancellato dai lavori di costruzione del moderno rione Carità.

## Curiosità
Nella versione contraria al vico c'è quello di Vico Tre Regine che si trova sempre nella zona.